# لاپانز (مریلند)
لاپانز (به انگلیسی: Lappans) یک منطقهٔ مسکونی در ایالات متحده آمریکا است که در شهرستان واشینگتن، مریلند واقع شده‌است. لاپانز ۱۳۹٫۹ متر بالاتر از سطح دریا قرار دارد.